# Hideyoshi Arakaki
Hideyoshi Enrique Arakaki Chinen (Lima, Perú, 2 de febrero de 1998) es un futbolista peruano de ascendencia japonesa. Juega como extremo derecho y su equipo actual es Ayacucho FC de la Liga 1 de Perú.

## Trayectoria
Arakaki se destacó con la Universidad San Martín durante el Torneo de Promoción y Reserva 2015, la liga nacional sub-20, lo que motivó su convocatoria al primer equipo por parte del técnico José del Solar al año siguiente. Hizo su debut en la Primera División peruana el 10 de febrero de 2016, anotando el gol de la victoria en el minuto 47 de la victoria por 2-1 sobre Comerciantes Unidos.
Arakaki firmó con F. B. C. Melgar antes de la temporada 2018. Hizo su debut continental durante la fase de clasificación de la Copa Libertadores 2019, anotando con un impresionante gol desde fuera del área en su victoria por 2-0 en casa sobre el Caracas F. C. el 19 de febrero. En diciembre de 2019 firmó una extensión de un año con el club.

## Selección nacional
Arakaki ha representado a su país a nivel internacional en varios grupos de su edad. Formó parte del equipo que ganó el Campeonato Sudamericano Sub-15 2013 para Perú, su primer título, mientras se mantenía invicto en el torneo.  Marcó un doblete en el empate 4-4 con Argentina y agregó otro gol en su victoria en semifinales sobre Chile. Luego jugó con la Sub-17 del equipo nacional en el sudamericano Sub-17 2015 antes de aparecer en la sub-20 de Perú en el 2016, en la Copa de los Andes, así como en la sub-23 de Perú durante los Juegos Panamericanos 2019 en Lima.

### Participación en Campeonatos Sudamericanos
| Torneo                      | Sede     | Resultado    | Partidos | Goles |
| --------------------------- | -------- | ------------ | -------- | ----- |
| Sudamericano Sub-15 de 2013 | Bolivia  | Campeón      | 0        | 0     |
| Sudamericano Sub-17 de 2015 | Paraguay | Primera Fase | 3        | 0     |

### Participación en Juegos Panamericanos
| Torneo                       | Sede | Resultado     | Partidos | Goles |
| ---------------------------- | ---- | ------------- | -------- | ----- |
| Juegos Panamericanos de 2019 | Perú | Séptimo lugar | 4        | 0     |

## Estadísticas

### Clubes
Actualizado el 9 de agosto de 2025.
| Universidad San Martín · Perú                                                                             | 1.ª           | 2016          | 16  | 3  | — | — | —  | — | 16  | 3  | 0.19 |
| Universidad San Martín · Perú                                                                             | 1.ª           | 2017          | 24  | 5  | — | — | —  | — | 24  | 5  | 0.21 |
| Universidad San Martín · Perú                                                                             | Total club    | Total club    | 40  | 8  | 0 | 0 | 0  | 0 | 40  | 8  | 0.20 |
| FBC Melgar · Perú                                                                                         | 1.ª           | 2018          | 19  | 1  | — | — | 0  | 0 | 19  | 1  | 0.05 |
| FBC Melgar · Perú                                                                                         | 1.ª           | 2019          | 21  | 1  | 4 | 1 | 10 | 1 | 35  | 3  | 0.09 |
| FBC Melgar · Perú                                                                                         | 1.ª           | 2020          | 9   | 2  | — | — | 2  | 0 | 11  | 2  | 0.18 |
| FBC Melgar · Perú                                                                                         | Total club    | Total club    | 49  | 4  | 4 | 1 | 12 | 1 | 65  | 6  | 0.09 |
| Deportivo Municipal · Perú                                                                                | 1.ª           | 2021          | 18  | 2  | 2 | 0 | —  | — | 20  | 2  | 0.10 |
| Deportivo Municipal · Perú                                                                                | Total club    | Total club    | 18  | 2  | 2 | 0 | 0  | 0 | 20  | 2  | 0.10 |
| UTC de Cajamarca · Perú                                                                                   | 1.ª           | 2022          | 32  | 12 | — | — | —  | — | 32  | 12 | 0.38 |
| UTC de Cajamarca · Perú                                                                                   | Total club    | Total club    | 32  | 12 | 0 | 0 | 0  | 0 | 32  | 12 | 0.38 |
| Cusco FC · Perú                                                                                           | 1.ª           | 2023          | 23  | 2  | — | — | —  | — | 23  | 2  | 0.18 |
| Cusco FC · Perú                                                                                           | Total club    | Total club    | 23  | 2  | 0 | 0 | 0  | 0 | 23  | 2  | 0.18 |
| Alianza Atlético de Sullana · Perú                                                                        | 1.ª           | 2024          | 19  | 0  | — | — | —  | — | 19  | 0  | 0.00 |
| Alianza Atlético de Sullana · Perú                                                                        | Total club    | Total club    | 19  | 0  | 0 | 0 | 0  | 0 | 19  | 0  | 0.00 |
| Universidad César Vallejo · Perú                                                                          | 2.ª           | 2025          | 1   | 0  | — | — | —  | — | 1   | 0  | 0.00 |
| Universidad César Vallejo · Perú                                                                          | Total club    | Total club    | 1   | 0  | 0 | 0 | 0  | 0 | 1   | 0  | 0.00 |
| Ayacucho FC · Perú                                                                                        | 1.ª           | 2025          | 4   | 0  | — | — | —  | — | 4   | 0  | 0.00 |
| Ayacucho FC · Perú                                                                                        | Total club    | Total club    | 4   | 0  | 0 | 0 | 0  | 0 | 4   | 0  | 0.00 |
| Total carrera                                                                                             | Total carrera | Total carrera | 186 | 28 | 6 | 1 | 12 | 1 | 204 | 30 | 0.15 |
| (1) Incluye datos de la Copa Bicentenario. (2) Incluye datos de la Copa Libertadores y Copa Sudamericana. |               |               |     |    |   |   |    |   |     |    |      |

## Palmarés

### Campeonatos Sudamericanos

#### Perú Sub-15
- Campeón Campeonato Sudamericano Sub-15: 2013.

## Vida personal
Arakaki es de ascendencia japonesa. Sus abuelos nacieron en Japón, pero sus padres, Genoveva y Luis Enrique, nacieron en Perú.